# 平山镇 (灵山县)
平山镇，是中华人民共和国广西壮族自治区钦州市灵山县下辖的一个乡镇级行政单位。

## 行政区划
平山镇下辖以下地区：
平山社区、平山村、大路排村、汉垌村、山秀村、山村、高塘村、灵家村、夏塘村、新庄村、思林村、同古村、古朴村、插花村、龙垌村、里村、贾村、平坡村和平山林场。